# Robson Luiz Soares da Silva
Categoria:Político

Robson Silva enquanto jovem, antes de chegar em Alta Floresta.

Reunião da lideranças do Estado de Mato Grosso em 2004.

Robson Luiz Soares da Silva é empresário, político e mora em Alta Floresta  .

## História
Robson Luiz Soares da Silva, nasceu em Ubá-MG no dia 29 de setembro de 1952. Filho de Juarez de Oliveira e Silva e Maria Madalena de Almeida e Silva, é o primogênito dos seus 10 irmãos. Desde criança ajudava seu pai no comércio e produção de fumo em Minas Gerais e posteriormente no interior do estado do Paraná, onde casou-se pela primeira vez e nasceram seus dois primeiros filhos, Robson Luiz Soares da Silva Filho e Luiz Augusto Souza e Silva. Mudou-se para Alta Floresta-MT em 1978, onde fez fortuna no ramo de ouro, fundando uma das maiores empresas do ramo até hoje. Casou-se pela segunda vez e teve mais duas filhas, Catherine Roberta Castro e Silva e Kellymar Luiza Castro da Silva. Atuou como empresário em vários setores no Brasil e no exterior, além de também atuar como pecuarista e político, sendo prefeito de Alta Floresta de 1993 a 1996 e deputado estadual pelo estado de Mato Grosso em 2004, assumindo a suplência do deputado titular.  

## Prefeito de Alta Floresta 1993-1996
Até então desconhecido do grande público da região do norte matogrossensse, Robson Silva tornou-se prefeito da cidade mais promissora do estado na época. Assumiu uma cidade com muitos problemas e pouquíssima infra-estrutura. 

## Deputado Estadual de Mato Grosso 2002
Disputou as eleições para deputado estadual e ficou como segundo suplente, assumido por 3 meses a vaga do então deputado José Carlos de Freitas. Nos três meses de trabalho Robson fez diversas indicações que culminaram com benefícios para os municípios. Dentre eles: ambulância para Carlinda, Nova Bandeirante e Nova Canaã; UTI e tomógrafo para Alta Floresta; viatura para policia civil, reformas de escolas, doação de terreno para Unemat, construção de vilas militares e vilas rurais, instalação de agencia do Banco do Brasil também para o mesmo município e um ônibus para secretaria de esporte e lazer em Paranaíta.
Robson Silva também apresentou projeto de Lei que dispõe sobre a obrigatoriedade da presença de nutricionistas nas escolas públicas estaduais e municipais, bem como escolas particulares de ensino fundamental e médio, e dá outras providências.